# Pulkau
Pulkau är en stadskommun i distriktet Hollabrunn i förbundslandet Niederösterreich i Österrike. Kommunen har 1 476 invånare (2024), varav 980 bor i centralorten Pulkau. Staden är belägen i Pulkaudalen cirka 25 kilometer nordväst om distriktshuvudorten Hollabrunn.

## Historia
Pulkau omnämndes för första gången 1180. År 1308 blev Pulkau köping. Under medeltiden nådde Pulkau välstånd genom sin fjärrhandel med vin. Vid den här tiden byggdes Sankt Michaelskyrkan (1100-talet) och Heiligenblutskyrkan (1400-1422).
Under de närmaste århundradena drabbades Pulkau av olika krigshandlingar och katastrofer:
- först kom hussiterna som skövlade köpingen 1425
- sedan ungrare (1486)
- bondekrigen mot slutet av 1500-talet
- kejserliga och svenska trupper under trettioåriga kriget vilka brände ner orten 1645 och slutligen
- pesten.
- 1742 ockuperades Pulkau av preussiska trupper och
- 1805 samt 1809 av franska trupper.

## Orter
Kommunen består av sex orter (Ortschaften) (inom parentes invånarantal 1 januari 2024):
- Groß-Reipersdorf (148)
- Leodagger (85)
- Passendorf (9)
- Pulkau (980)
- Rafing (137)
- Rohrendorf an der Pulkau (117)

## Stadsbild och sevärdheter
Stadens centrum består av gamla borgarhus från 1500- till 1700-talen. Rådhuset är från 1659. Det finns även två gamla kyrkor i Pulkau, den romansk-gotiska stadskyrkan (1645 ombyggd i barock stil) med benhuset från 1200-talet och den sengotiska Heiligenblutkyrkan (byggd på 1300- och 1400-talen) med ett sengotiskt flygelaltare, ett huvudarbete av den s.k. Donauskolan. På torget står en gammal skampåle (1542) och trefaldighetskolonnen (1778).

## Kommunikationer
Pulkau är belägen vid väg B35 (Krems – Retz) och B45 (Horn – Laa an der Thaya).